# Lars Ulrich Abraham
Lars Ulrich Abraham (* 25. April 1922 in Pförten/Niederlausitz; † 21. Februar 2003 in Berlin) war ein deutscher Musiktheoretiker und Musikpädagoge und von 1974 bis 1980 der dritte Rektor der Hochschule für Musik Freiburg.

## Biografie
Abraham studierte von 1948 bis 1950 Musikwissenschaften bei Richard Münnich und Hans Joachim Moser an der Staatlichen Hochschule für Musik Weimar und von 1951 bis 1954 an der Freien Universität Berlin bei Walter Gerstenberg, Adam Adrio und Kurt Reinhard. 1960 wurde er dort mit einer Studie über den Generalbass im Schaffen des Michael Praetorius promoviert. Von 1951 bis 1961 wirkte Abraham als Organist und Theorielehrer in Berlin-Zehlendorf, bevor er 1961 Assistent an der Pädagogischen Hochschule Braunschweig wurde. 1965 erhielt er eine Dozentur an der Pädagogischen Hochschule Münster; 1969 wechselte er als Professor an die Staatliche Hochschule für Musik in Freiburg im Breisgau. 1974 wurde er in der Nachfolge von Carl Seemann deren dritter Rektor. 1982 trat er in den Ruhestand und lebte seitdem in Schweden. 2003 starb Abraham im Alter von 80 Jahren in Berlin. Fritz Stein widmete ihm sein Buch: "Thematisches Verzeichnis der im Druck erschienenen Werke von Max Reger [...], Leipzig 1953" mit den Worten: "Seinem treuen Mitarbeiter Lars Ulrich Abraham in dankbarer Verbundenheit, 28. 3. [19]55 Fritz Stein".

## Veröffentlichungen (Auswahl)
- Der Generalbass im Schaffen des Michael Praetorius und seine harmonischen Voraussetzungen. Merseburger, Berlin 1961 (Zugl.: Berlin, West, Univ., Diss., 1960).
- Harmonielehre. Bd. 1: Der homophone Satz. Gerig, Köln 1965 (spätere Ausgaben im Laaber-Verlag).
- Harmonielehre. Bd. 2: Beispiele, Aufgaben, Erläuterungen. Gerig, Köln 1969 (spätere Ausgaben im Laaber-Verlag).
- Einführung in die Notenschrift. Gerig, Köln 1969.
- zusammen mit Carl Dahlhaus: Melodielehre. Gerig, Köln 1972  (spätere Ausgaben im Laaber-Verlag).